# Doctor Who (12.ª temporada)
A décima segunda temporada (a trigésima oitava temporada no total) da série de televisão britânica de ficção científica Doctor Who estreou em 1 de janeiro de 2020 com a primeira parte de "Spyfall" e foi concluída em 1 de março do mesmo ano com "The Timeless Children". A temporada é a segunda a ser comandada por Chris Chibnall como escritor principal e produtor executivo, juntamente com Matt Strevens. A décima segunda temporada será televisionada aos domingos, com exceção do primeiro episódio, seguindo os passos da temporada passada, na qual, pela primeira vez na história da série moderna, episódios regulares não foram televisionados aos sábados.
Jodie Whittaker retornará para a sua segunda temporada como a Décima terceira Doutora, a mais recente encarnação do Doutor, um Senhor do Tempo que viaja através do tempo e do espaço em sua TARDIS, uma máquina do tempo que se assemelha a uma cabine telefônica policial britânica dos anos 1960 em seu exterior. A temporada também será estrelada por Bradley Walsh, Tosin Cole e Mandip Gill como os companheiros da Doutora, Graham O'Brien, Ryan Sinclair e Yasmin Khan, respectivamente.
Os dez episódios foram dirigidos por Jamie Magnus Stone, Lee Haven Jones, Nida Manzoor e Emma Sullivan, e escritos por Chris Chibnall, que escreveu quatro episódios, Ed Hime, Pete McTighe e Vinay Patel, que retornam da temporada passada, e Nina Métivier, Maxine Alderton e Charlene James, que são novos colaboradores do programa. As filmagens da temporada iniciaram em janeiro de 2019 e formam concluídas em novembro do mesmo ano. A temporada também incluirá um episódio especial.

## Episódios
Pela primeira vez desde a décima temporada de Doctor Who, a temporada incluiu episódios duplos, e, pela primeira vez desde a nona temporada, mais de uma história dupla.
| 288a | 1  | "Spyfall, Part 1" "Spyfall Parte 1" (BR)                                  | Jamie Magnus Stone | Chris Chibnall                  | 1 de janeiro de 2020    | 6,89 | 82 |
| A Doutora, Yaz, Graham e Ryan são chamados ao MI6 por C para investigar mortes misteriosas. O único suspeito deles é Daniel Barton, CEO de uma empresa de mídia. A Doutora entra em contato com o agente O, encarregado de monitorar as atividades extraterrestres. C é morto por alienígenas, mas a Doutora e seus acompanhantes escapam. Yaz e Ryan investigam Barton, que faz um convite a eles para sua festa de aniversário. Graham e a Doutora encontram O no outback da Austrália. Ambos os grupos encontram as mesmas formas de vida alienígenas, embora a Doutora seja capaz de capturar um deles. Enquanto entra no quartel-general de Barton com Ryan, Yaz é capturada por um alienígena, e a criatura capturada pela Doutora é capaz de se libertar substituindo-se por Yaz. Juntos com O, os quatro investigam Barton em sua festa. Depois que a Doutora se revela, Barton tenta escapar, então a Doutora e seus acompanhantes seguem em motos até o jato particular dele. Pulando a bordo do jato, O revela que ele é na verdade o Mestre - tendo estado no controle de Barton e dos alienígenas o tempo todo. Uma bomba detona, e o Mestre escapa enquanto a Doutora é capturada por um dos alienígenas, deixando seus acompanhantes no avião em queda.                                                                                             |    |                                                                           |                    |                                 |                         |      |    |
| 288b | 2  | "Spyfall, Part 2" "Spyfall Parte 2" (BR)                                  | Lee Haven Jones    | Chris Chibnall                  | 5 de janeiro de 2020    | 6,07 | 82 |
| Na dimensão dos alienígenas, a Doutora conhece Ada Lovelace e ambas são transportadas para 1834. Depois de aprender que os alienígenas são chamados Kasaavin, a Doutora convoca um deles, esperando que ele a leve de volta ao século XXI, mas Ada se junta a ela abruptamente. No presente, Ryan descobre como pousar com segurança o avião depois de encontrar uma gravação da Doutora, mas Barton transforma ele, Graham e Yaz em fugitivos. A Doutora e Ada acabam acidentalmente em Paris durante a Segunda Guerra Mundial, mas são resgatadas por Noor Inayat Khan. O Mestre rastreia a Doutora disfarçado-se de nazista, embora ela organize uma reunião entre eles. O Mestre afirma que Gallifrey foi destruído antes que a Doutora acabe com seu disfarce e escape com Ada e Noor até o presente na TARDIS do Mestre. Barton fala em uma conferência, revelando que os Kasaavin reescreverão o DNA da humanidade. O Mestre chega para ver o dispositivo ativado, apenas para falhar. A Doutora expõe as maquinações do Mestre aos Kasaavin, provocando-os a levá-lo com eles enquanto são forçados a voltar à sua dimensão. A Doutora visita Gallifrey destruído para confirmar a afirmação do Mestre, e aprende com uma gravação dele que suas vidas foram baseadas em mentiras.                                                                         |    |                                                                           |                    |                                 |                         |      |    |
| 289 | 3  | "Orphan 55" "Órfão 55" (BR)                                               | Lee Haven Jones    | Ed Hime                         | 12 de janeiro de 2020   | 5,38 | 77 |
| A Doutora, Ryan, Yaz e Graham são transportados para o Spa Tranquility, uma instalação construída em uma cúpula em um planeta "órfão" desolado. Aparentemente pacífico a princípio, a instalação é rapidamente invadida por dregs, monstros humanoides, devido a uma interrupção intencional dos sistemas de segurança. Vários convidados e funcionários são mortos antes que a Doutora restabeleça a segurança. Os sobreviventes saem da cúpula para salvar um homem, mas os dregs os levam para uma armadilha e eles se retiram para um túnel para retornar à instalação. Lá, uma das convidadas, Bella, revela que ela propositalmente perturbou o campo da segurança como vingança contra sua mãe, Kane, que construiu o Spa Tranquility e ignorou sua infância. A Doutora descobre que o planeta órfão é na verdade a Terra depois de anos de mudanças climáticas e guerra, e os dregs são sobreviventes humanos mutantes. Kane e Bella se sacrificam para destruir a instalação e proteger os outros enquanto a Doutora os transporta com segurança para seus planetas originais. |    |                                                                           |                    |                                 |                         |      |    |
| 290 | 4  | "Nikola Tesla's Night of Terror" "A Noite de Terror de Nikola Tesla" (BR) | Nida Manzoor       | Nina Metivier                   | 19 de janeiro de 2020   | 5,20 | 79 |
| Em 1903, Nikola Tesla trabalha em seu sistema de transmissão de energia sem fio. Ele se depara com uma esfera flutuante e corre enquanto uma figura encapuzada atira nele. A Doutora chega para ajudá-los a escapar a bordo de um trem para a cidade de Nova Iorque. O grupo encontra manifestantes que esperam do lado de fora do laboratório de Tesla, tendo sido instigados a ficar com medo dele por Thomas Edison. A Doutora, Graham e Ryan visitam a oficina de Edison e a figura encapuzada os persegue até lá. A Doutora tenta avisar Yaz e Tesla ao voltar ao laboratório deste últmo, mas os dois são capturados e transportados para uma nave alienígena invisível, e a rainha dos Skithra exige que eles a consertem. A Doutora também se teletransporta para lá e consegue trazer Tesla e Yaz de volta. Ela então avisa a rainha para ir embora, mas esta se recusa, ameaçando que se Tesla não seja entregue, ela destruirá a Terra. Enquanto Tesla e a Doutora conectam a TARDIS para ajudar a alimentar a Torre Wardenclyffe de Tesla, que é usada para disparar raios elétricos contra a nave, forçando-a a deixar a Terra. Yaz descobre que, embora Tesla tenha sido reconhecido por ajudar a salvar a Terra, sua reputação no futuro permaneceu inalterada.                                                                                     |    |                                                                           |                    |                                 |                         |      |    |
| 291 | 5  | "Fugitive of the Judoon" "Fugindo dos Judoon" (BR)                        | Nida Manzoor       | Vinay Patel e Chris Chibnall    | 26 de janeiro de 2020   | 5,57 | 83 |
| Os judoon procuram em Gloucester por um fugitivo. A Doutora intervém para questionar Lee e Ruth Clayton. Graham, Ryan e Yaz são transportados para uma nave espacial pilotada por Jack Harkness. Lee se rende e é morto por Gat, que foi quem contratou os judoon. A Doutora e Ruth escapam para uma igreja, mas são rodeadas pelos judoon. Ruth subjuga um deles com instinto incontrolável. Uma mensagem de texto de Lee aciona as memórias de Ruth, que as levam a um farol. Incapaz de teletransportar a Doutora para sua nave, Harkness dá aos acompanhantes dela uma mensagem do futuro e é forçado a ir embora; os três então são devolvidos a Gloucester. A Doutora investiga o farol, enquanto Ruth encontra uma caixa de alarme, a quebra e é envolta em energia. A Doutora descobre uma TARDIS enterrada e Ruth se apresenta como a Doutora. Na TARDIS desta, a Doutora e Ruth descobrem que nenhuma delas se lembra uma da outra. Ruth já trabalhou para Gat e se escondeu com um arco camaleão. A TARDIS é trazida a bordo da nave judoon e Gat revela que recebeu ordens de trazer Ruth de volta a Gallifrey, mas a Doutora mostra a Gat uma visão do planeta destruído. Gath atira em Ruth, mas o tiro da arma sai pela culatra. Ruth então deixa a Doutora em Gloucester.                                                                          |    |                                                                           |                    |                                 |                         |      |    |
| 292 | 6  | "Praxeus"                                                                 | Jamie Magnus Stone | Pete McTighe e Chris Chibnall   | 2 de fevereiro de 2020  | 5,22 | 78 |
| A Doutora e seus acompanhantes investigam uma bactéria que cobre os corpos humanos em uma substância cristalina antes de desintegrá-los. Ajudados pelo ex-policial Jake, a blogueira Gabriela e a pesquisadora Suki, eles encontram o marido de Jake, Adam, nos estágios iniciais e o levam ao laboratório de Suki para o avaliar, enquanto Yaz e Gabriela exploram o local onde encontraram Jake, eventualmente encontrando um teletransporte para uma local alienígena. A Doutora determina que a bactéria é atraída por microplásticos. Suki revela que ela é de uma raça alienígena devastada pela bactéria que eles chamavam de "praxeus", e veio à Terra para tentar elaborar uma cura. Enquanto a Doutora encontra uma cura para os humanos, testando-a em Adam, ela não pode impedir que o praxeus afete Suki e logo a bactéria a desintegra. Viajando para o local de Yaz, eles descobrem que estão sob a lixeira do Oceano Índico, onde a nave de Suki está localizada. Eles carregam as reservas da nave com o antídoto e fazem ela se autodestruir na atmosfera para dispersá-lo, com Jake voluntariamente pilotando a nave quando o piloto automático falha. A Doutora materializa a TARDIS ao redor de Jake, salvando-o momentos antes da explosão. Com o praxeus parado, a Doutora sugere que Jake, Adam e Gabriela viajem juntos pelo mundo.       |    |                                                                           |                    |                                 |                         |      |    |
| 293 | 7  | "Can You Hear Me?" "Pode Me Ouvir?" (BR)                                  | Emma Sullivan      | Charlene James e Chris Chibnall | 8 de fevereiro de 2020  | 4,90 | 78 |
| A Doutora deixa seus acompanhantes de volta em casa, onde simultaneamente começam a experimentar eventos sobrenaturais. Graham vê visões de uma garota presa dizendo para encontrá-la, Ryan testemunha uma figura misteriosa fazendo com que seu amigo desapareça, e Yaz vê uma mulher desconhecida enquanto se lembra de seu passado. De volta à TARDIS, a Doutora recebe um sinal de Alepo no século XIV, onde ela conhece uma jovem chamada Tahira, que sofre problemas de saúde mental. Após suas estranhas experiências, os acompanhantes contatam a Doutora sobre o que aconteceu, então ela usa as visões de Graham para rastrear a fonte dos pesadelos. Eles são levados a uma nave no futuro pilotada por um mítico deus imortal do pesadelo chamado Zellin. Sem o conhecimento da Doutora, Zellin nocauteia os acompanhantes dela. Zellin usa os instintos da Doutora para libertar a garota presa, revelada como outra deusa imortal do pesadelo chamada Rakaya. Eventualmente, a Doutora salva seus companheiros e retorna à Terra. Yaz paga uma dívida antiga que fez com a policial que ela conheceu há três anos. |    |                                                                           |                    |                                 |                         |      |    |
| 294 | 8  | "The Haunting of Villa Diodati" "A Assombração da Villa Diodati" (BR)     | Emma Sullivan      | Maxine Alderton                 | 16 de fevereiro de 2020 | 5,07 | 80 |
| A Doutora leva seus acompanhantes para a Villa Diodati no Lago Léman em 1816 para testemunhar Mary Shelley conseguindo a inspiração para escrever Frankenstein. No entanto, eles descobrem que a casa aparentemente está assombrada, e o futuro marido de Mary, Percy, desapareceu. Uma figura espectral aparece e se revela como um cyberman chamado Ashad, que está buscando o Cyberium, o conhecimento coletivo dos cybermen. A Doutora acha Percy e descobre que ele havia encontrado o Cyberium mais cedo e ficou louco por causa dele, com o Cyberium criando as "assombrações" para impedir a sua descoberta. Apesar de saber do aviso prévio de Jack sobre o cyberman solitário, a Doutora extrai o Cyberium de Percy e sob ameaça o entrega a Ashad, que retorna ao futuro. A Doutora e seus acompanhantes vão em busca de Ashad, enquanto Mary é inspirada por "este Prometeu moderno" para escrever uma história. |    |                                                                           |                    |                                 |                         |      |    |
| 295a | 9  | "Ascension of the Cybermen" "Ascensão dos Cybermen" (BR)                  | Jamie Magnus Stone | Chris Chibnall                  | 23 de fevereiro de 2020 | 4,99 | 81 |
| A Doutora e seus acompanhantes chegam ao último posto avançado da humanidade em um futuro distante, a tempo de protegê-los de uma onda de ataques de drones cybermen, embora alguns humanos sejam mortos. A Doutora faz Graham e Yaz levarem os outros na nave deles para uma viagem segura enquanto ela, Ryan e Ethan, um dos sobreviventes, viajam para Ko Sharmus, conhecido como a última esperança da humanidade. Eles descobrem que Ko Sharmus é uma pessoa agindo como um guia para outros humanos escaparem por um portal para o outro lado do universo em busca de segurança. A bordo da nave dos humanos, eles passam por um campo de batalha com destroços de cyberman mortos e embarcam em outra nave aparentemente abandonada. No entanto, tarde demais, eles descobrem que Ashad e um grupo de cyber-guerreiros chegaram e, desde então, apreenderam a plataforma de controle e direcionaram a nave em direção a Doutora, e estão acordando os outros cybermen em êxtase. Yaz contata a Doutora sobre a chegada dos cyberman enquanto Ko Sharmus abre o portal, que leva ao novo local das ruínas de Gallifrey, para grande surpresa da Doutora. O Mestre salta e diz a ela para ter medo porque tudo está prestes a mudar para sempre. |    |                                                                           |                    |                                 |                         |      |    |
| 295b | 10 | "The Timeless Children" "As Crianças Atemporais" (BR)                     | Jamie Magnus Stone | Chris Chibnall                  | 1 de março de 2020      | 4,69 | 82 |
| O Mestre teletransporta a Doutora para Gallifrey, onde a aprisiona na Matriz. Ele revela que a Doutora era uma criança órfã de outra dimensão fundada e experimentada por uma mulher shobogan chamada Tecteun, que depois de anos descobriu que a criança podia se regenerar, levando à criação dos Senhores do Tempo. O Mestre contata Ashad para liderar os cybermen para Gallifrey, mas o trai e absorve o Cyberium, usando-o para converter os Senhores do Tempo mortos em cybermen, que ele apelida de "CyberMestres". Yaz e Graham se reúnem com Ryan e seguem os cybermen até Gallifrey. Ruth ajuda a Doutora a escapar da Matrix, transmitindo suas velhas e novas memórias. A Doutora planeja detonar a partícula mortal dos restos mortais de Ashad para deter o Mestre, mas Ko Sharmus chega e toma seu lugar, detonando a partícula em seus momentos finais. Antes que pudesse ser detonado, o Mestre ordena que os cybermestres o seguissem para outro lugar. Todos retornam à Terra em uma TARDIS disfarçada de casa e a Doutora faz seu caminho de volta com sua própria TARDIS. De repente, os judoon aparecem para prender a Doutora e levá-la para uma prisão distante em outro lugar no espaço. |    |                                                                           |                    |                                 |                         |      |    |
| Especial |    |                                                                           |                    |                                 |                         |      |    |
| 296 | –  | "Revolution of the Daleks" "Revolução dos Daleks" (BR)                    | Lee Haven Jones    | Chris Chibnall                  | 1 de janeiro de 2021    | 6,36 | 79 |
| O projétil do reconhecimento Dalek é interceptado por Jack Robertson, que financiou um drone de defesa. Graham e Ryan se encontram em uma TARDIS disfarçada, onde Yaz está tentando encontrar a Doutora. Graham mostra a Yaz um vídeo do drone e eles confrontam Robertson. Jo Patterson, prevista para ser eleita primeira-ministra, solicita a Robertson que aumente a produção de drones. O cientista Leo descobre células orgânicas nos restos de Dalek e clona as células em uma criatura, que escapa e assume o controle de Leo. Leo viaja para Osaka, no Japão, onde clones de Dalek estão sendo cultivados. A Doutora está presa há várias décadas e encontra Jack Harkness, que a liberta. Eles se reúnem com seus companheiros. Jack e Yaz investigam as instalações enquanto a Doutora, Graham e Ryan confrontam Robertson. O Dalek revela seu plano para dominar a Terra. Usando luz ultravioleta, os clones Dalek se transportam para os drones de defesa. A Doutora envia um sinal para um esquadrão da morte de Daleks, que elimina os Daleks de reconhecimento. Enquanto isso, Roberston faz uma aliança com os Daleks. Jack, Graham e Ryan equipam a nave Dalek com explosivos e a Doutora engana os Daleks para levá-los à outra TARDIS, onde ela será transportada para o Vazio para ser destruída. Ryan e Graham então decidem ficar na Terra. |    |                                                                           |                    |                                 |                         |      |    |

## Elenco
A temporada é a segunda com Jodie Whittaker como a Décima terceira Doutora. Bradley Walsh, Tosin Cole e Mandip Gill também reprisam seus papéis como Graham O'Brien, Ryan Sinclair e Yasmin Khan, respectivamente.

## Produção

### Roteiro e desenvolvimento
Em abril de 2015, Steven Moffat confirmou que Doctor Who iria continuar por pelo menos mais cinco anos, estendendo o programa até 2020. Em maio de 2017, foi anunciado que, devido aos termos de um acordo entre a BBC Worldwide e a SMG Pictures na China, a empresa tem direito de primeira recusa sobre a compra para o mercado chinês de futuras temporadas do programa até, e incluindo, a 15ª temporada.
Chris Chibnall retornará como escritor principal e produtor executivo da temporada, após Steven Moffat deixar o cargo após a décima temporada em 2016. A temporada será precedida por um episódio especial de Ano-novo em 2019, em vez do tradicional episódio anual de Natal. Ed Hime, que escreveu "It Takes You Away", o penúltimo episódio da décima primeira temporada, está definido para escrever um episódio para a décima segunda temporada.

### Filmagens
Os blocos de produção são dispostos como se segue:
| Bloco | Episódio(s)                      | Diretor(a)         | Escritor(a)                     | Produtor(a)  |
| ----- | -------------------------------- | ------------------ | ------------------------------- | ------------ |
| 1     | "Spyfall, Part 1"                | Jamie Magnus Stone | Chris Chibnall                  | Nikki Wilson |
| 1     | "Praxeus"                        | Jamie Magnus Stone | Pete McTighe e Chris Chibnall   | Nikki Wilson |
| 2     | "Spyfall, Part 2"                | Lee Haven Jones    | Chris Chibnall                  | Alex Mercer  |
| 2     | "Orphan 55"                      | Lee Haven Jones    | Ed Hime                         | Alex Mercer  |
| 3     | "Nikola Tesla's Night of Terror" | Nida Manzoor       | Nina Metivier                   | Nikki Wilson |
| 3     | "Fugitive of the Judoon"         | Nida Manzoor       | Vinay Patel e Chris Chibnall    | Nikki Wilson |
| 4     | "Can You Hear Me?"               | Emma Sullivan      | Charlene James e Chris Chibnall | Alex Mercer  |
| 4     | "The Haunting of Villa Diodati"  | Emma Sullivan      | Maxine Alderton                 | Alex Mercer  |
| 5     | "Ascension of the Cybermen"      | Jamie Magnus Stone | Chris Chibnall                  | Nikki Wilson |
| 5     | "The Timeless Children"          | Jamie Magnus Stone | Chris Chibnall                  | Nikki Wilson |
| X     | "Revolution of the Daleks"       | Lee Haven Jones    | ASA                             | Alex Mercer  |

## Transmissão
A 12ª temporada foi originalmente reportada pela Starburst que estrearia no final de 2019, porém, após o episódio final da 11ª temporada, a BBC confirmou que a temporada irá estrearia no começo de 2020.